# Hans Fritsche (Fußballspieler)
Hans „Hannes“ Fritsche (* 3. März 1950 in Oberhausen) ist ein ehemaliger deutscher Fußballspieler und Redakteur.

## Karriere
Fritsche spielte als Jugendlicher für seinen Heimatverein Rot-Weiß Oberhausen, für den er dann auch in der Saison 1968/69 seine ersten Einsätze als Senior in der Regionalliga West bestritt. Unter Trainer Adi Preißler gelang Fritsches Mannschaft 1969 der Aufstieg in die Bundesliga. Dort sicherte sich der Offensivspieler in der Saison 1969/70 nach kurzer Anlaufzeit einen festen Platz im Aufgebot. Er kam in 20 Partien zum Einsatz und erzielte dabei sieben Tore. In seinem zweiten Bundesliga-Jahr lief es dagegen wesentlich schlechter: In 15 Spielen gelang ihm kein einziger Treffer.
Die restlichen Jahre seiner Laufbahn verbrachte Fritsche durchweg bei Vereinen der jeweils zweithöchsten deutschen Spielklasse. Nach jeweils einer Saison bei den Regionalligisten VfL Osnabrück (1971/72) und Karlsruher SC (1972/73) wechselte er zurück ins Ruhrgebiet. In der neu gegründeten 2. Bundesliga Nord stürmte er für Schwarz-Weiß Essen. Dabei erzielte er in drei Jahren 54 Tore für den ETB. In der Saison 1975/76 war er mit 22 Treffern zweitbester Schütze der Nord-Staffel. Danach verließ er den von Finanzproblemen geplagten Verein und schloss sich Fortuna Köln an. Weitere Stationen waren bis 1981 Westfalia Herne und der FC Homburg. In der ewigen Torjägerliste der 2. Bundesliga belegt Fritsche mit 87 Treffern den 29. Platz, gleichauf mit Michael Preetz.
1981 wechselte Fritsche nach dem Ende seiner Fußballerlaufbahn die „Seiten“ und wurde Journalist. Nach abgeschlossenem Volontariat bei der in Essen erscheinenden Neuen Ruhr Zeitung wurde er dort stellvertretender Leiter der Sportredaktion. Er war federführend für die Berichterstattung über die Fußballnationalmannschaft zuständig, bis er Anfang 2007 die Leitung der Lokalredaktion Oberhausen übernahm, die er bis zum Frühjahr 2010 innehatte. Zum 1. September 2010 übernahm er das Amt des Geschäftsführers der CDU-Fraktion im Oberhausener Stadtrat. Vom 1. Dezember 2015 bis zum 30. April 2021 fungierte er als Pressesprecher und Büroleiter des Oberhausener Oberbürgermeisters Daniel Schranz. NRW-Verkehrsminister Michael Groschek bezeichnete den neuen OB-Sprecher als „Propagandaminister“.

## Privates
Fritsche ist verheiratet und hat zwei erwachsene Söhne. Er lebt mit seiner Frau in Oberhausen.

## Stationen
- 0000 bis 1971: Rot-Weiß Oberhausen
- 1971/72: 0000 VfL Osnabrück
- 1972/73: 0000 Karlsruher SC
- 1974 bis 1977: Schwarz-Weiß Essen
- 1977 bis 1978: Fortuna Köln
- 1978 bis 1979: Westfalia Herne
- 1979 bis 1981: FC Homburg

## Statistik
- Bundesliga
35 Spiele; 7 Tore – Rot-Weiß Oberhausen

- 2. Bundesliga
97 Spiele; 54 Tore – Schwarz-Weiß Essen
28 Spiele; 11 Tore – Fortuna Köln
23 Spiele; 6 Tore – Westfalia Herne
65 Spiele; 16 Tore – FC Homburg

- Regionalliga Nord und Süd
7 Spiele; 1971/72, VfL Osnabrück (Bruch des Mittelfußknochens)
31 Spiele; 16 Tore – Karlsruher SC; 1972/73; Vizemeister; Bundesligaaufstiegsrunde